# Ганлок Тауншип (округ Лузерн, Пенсільванія)
Ганлок Тауншип (англ. Hunlock Township) — селище (англ. township) в США, в окрузі Лузерн штату Пенсільванія. Населення — 2223 особи (2020).

## Демографія
Згідно з переписом 2010 року, у селищі мешкали 2443 особи в 924 домогосподарствах у складі 709 родин. Було 1003 помешкання
Расовий склад населення:
| - 98,2 % — білих - 0,4 % — азіатів - 0,3 % — чорних або афроамериканців |

До двох чи більше рас належало 1,0 %. Частка іспаномовних становила 0,6 % від усіх жителів.
За віковим діапазоном населення розподілялося таким чином: 20,3 % — особи молодші 18 років, 64,4 % — особи у віці 18—64 років, 15,3 % — особи у віці 65 років та старші. Медіана віку мешканця становила 44,6 року. На 100 осіб жіночої статі у селищі припадало 103,9 чоловіків;  на 100 жінок у віці від 18 років та старших — 102,9 чоловіків також старших 18 років.
Середній дохід на одне домашнє господарство  становив 57 171 долар США (медіана — 49 688), а середній дохід на одну сім'ю — 65 464 долари (медіана — 62 468). Медіана доходів становила 41 639 доларів для чоловіків та 29 338 доларів для жінок. За межею бідності перебувало 3,6 % осіб, у тому числі 6,1 % дітей у віці до 18 років та 5,3 % осіб у віці 65 років та старших.
Цивільне працевлаштоване населення становило 1044 особи. Основні галузі зайнятості: освіта, охорона здоров'я та соціальна допомога — 23,4 %, роздрібна торгівля — 17,0 %, виробництво — 11,8 %, транспорт — 10,0 %.